# Blaukopfkuckuck

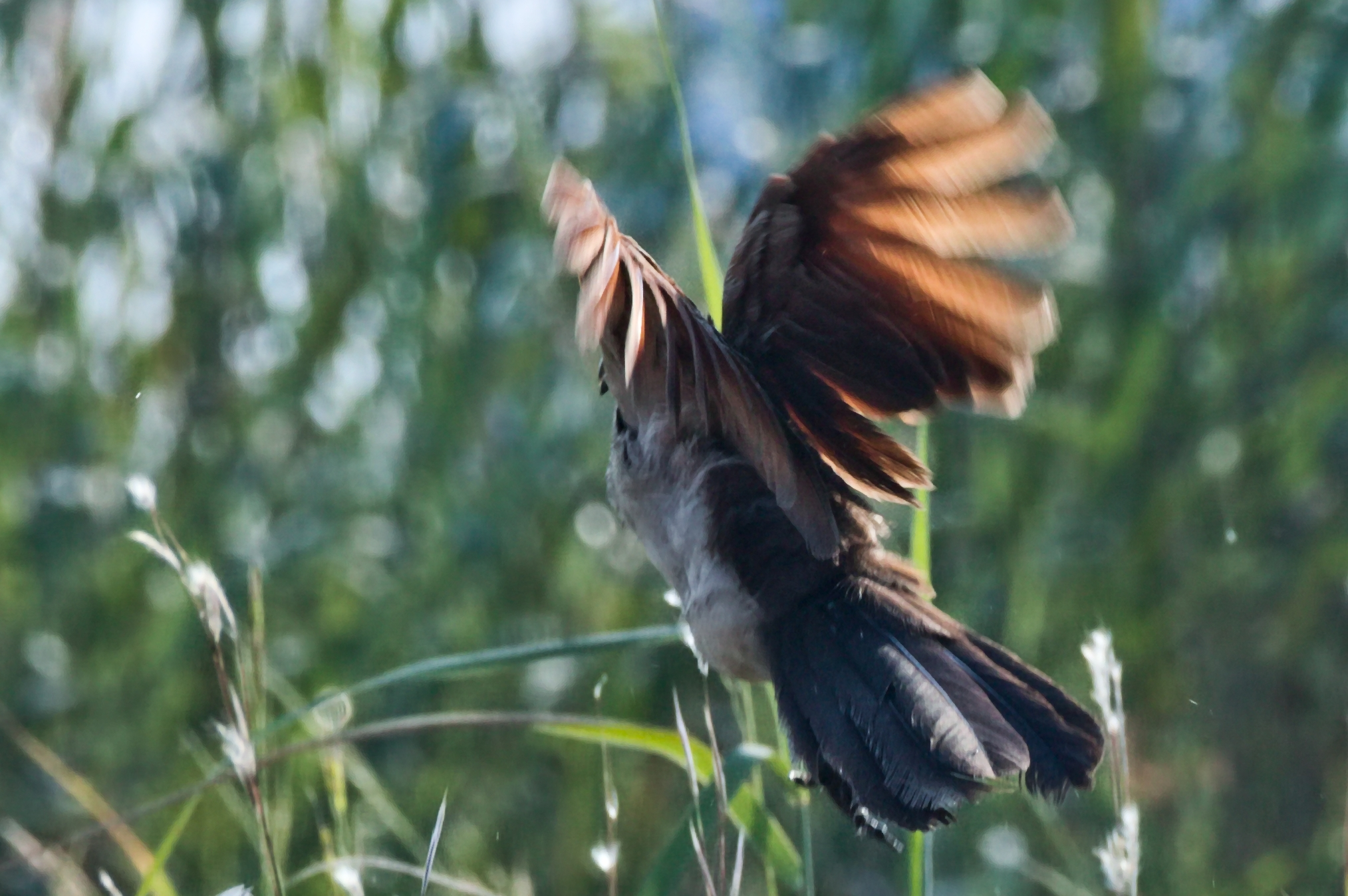
Blaukopfkuckuck, vom Nest auffliegend

Der Blaukopfkuckuck, früher auch als Mönchskuckuck bezeichnet, (Centropus monachus) ist ein Vogel aus der Gattung der Spornkuckucke (Centropus).
Der Vogel kommt in Subsahara-Afrika vor von der Elfenbeinküste und Guinea im Westen über Kamerun, Gabun, Demokratische Republik Kongo, Angola bis Uganda, Südsudan, Kenia und Äthiopien.
Der Lebensraum umfasst Sümpfe, Papyrus, andere dichte Gräser und Flussufer, Waldränder, feuchte Savannen, Dorfränder und Pfade in Wassernähe von 700 bis 2500, seltener 2700 m Höhe. Die Art gilt als ortsständig.
Der Artzusatz kommt von altgriechisch μοναχός monachós, deutsch ‚Mönch‘.

## Merkmale
Diese Art ist 45 bis 52 cm groß, das Männchen wiegt etwa 171, das Weibchen etwa 237 g, also ein großer, kräftig gebauter Spornkuckuck. Das Männchen ist glänzend blau-schwarz von Stirn bis Nacken, anschließend und auf den Flügeln rötlich-braun, der lange schwarze Schwanz weist einen grünlichen Schimmer auf, ist ungebändert. Die Unterseite ist creme-weiß bis gelbbraun, an den Flanken dunkler. Die Iris ist rot, der Schnabel und die Beine schwarz.
Das Weibchen ist größer. Jungvogel haben einen leicht matt gestreiften schwärzlichen Scheitel und Nacken, schwärzlich gebänderte Handschwingen, die Kehle ist dunkler gelbbraun, die Unterseite blasser. Der Schwanz ist schwarz-braun.

## Geografische Variation
Es werden folgende Unterarten anerkannt:
- C. m. occidentalis Neumann, 1908 – Guinea bis Zentralafrikanische Republik  bis Gabun und Nordangola
- C. m. fischeri Reichenow, 1887 – Südsudan und Sudan bis Demokratische Republik Kongo, Uganda, Westkenia und Nordwesttansania
- C. m. monachus Rüppel, Nominatform – Eritrea und Äthiopien bis Kenia

## Stimme
Der Ruf des Männchens wird als tief und weitreichendes Plätschern und „coo“ beschrieben, abfallende Ruffolge, langsamer und tiefer als bei anderen Spornkuckucken.

## Lebensweise
Die Nahrung besteht aus Insekten, auch Schnecken, Küken, Vogeleier, Echsen, Schlangen,  Froschlurche, Mäuse usw., die meist im Verborgenen gesucht werden. Die Brutzeit liegt zwischen Juni und Juli in Togo, zwischen März und Juni in Nigeria, im Januar und zwischen April und September in Kamerun. Das Nest ist ein ovales Gebilde aus trockenem Gras mit seitlichem Einschlupf, in einem Busch oder in hohem Gras versteckt etwa 30 bis 300 cm über dem Erdboden. Das Gelege besteht aus 3 weißen, leicht glänzenden Eiern.

## Gefährdungssituation
Der Bestand gilt als nicht gefährdet (Least Concern).